# Liljeborgia assicornis
Liljeborgia assicornis is een vlokreeftensoort uit de familie van de Liljeborgiidae.